# 洛南县
洛南县（旧作“雒南”，1964年改为“洛南”）是中国陕西省商洛市下辖的一个县，地理位置位于陕西东南部，华山以南，洛河上游。辖区总面积为2562平方公里，常住人口约37万人。

## 历史
汉朝时，为上洛县地，晋朝分置拒阳县，隋朝改洛南县。元朝时，属商州。
明朝洪武七年（1374年）五月，改属华州。成化十三年（1477年）三月，复属商州。天启初年，改为雒南县，可能是避明光宗朱常洛讳。
清朝雍正时，商州升为商州直隶州，仍隶之。民国初年，商州废。其后属陕西省汉中道，后属第四行政督察区。
1964年复改洛南县。
1968年9月，隸屬商洛專區（地區）革命委員會。
1978年6月，隸屬商洛地區行政公署。
2001年8月31日，隸屬商洛市。

## 人口
2020年末，商洛市第七次全国人口普查主要数据公报显示：洛南县常住人口为365736人，男性人口占比50.72%，女性人口占比49.28%，年龄结构中0-14岁占比20.02%，15-59岁占比60.12%，60岁以上占比19.86%，65岁以上占比13.22%。

## 行政区划
洛南县下辖2个街道办事处、14个镇：
城关街道、四皓街道、景村镇、古城镇、三要镇、灵口镇、寺耳镇、巡检镇、石坡镇、石门镇、麻坪镇、洛源镇、保安镇、永丰镇、柏峪寺镇和高耀镇。

## 交通
- 344国道过境。